# Ruch Zdzieszowice
Miejski Klub Sportowy Ruch Zdzieszowice – polski klub piłkarski z siedzibą w Zdzieszowicach, powstały w 1946 roku, od 2020 roku występujący IV lidze, gr. opolskiej.

## Dotychczasowe nazwy
- 1946 – Robotniczy Klub Sportowy Anna Zdzieszowice[1]
- Unia Zdzieszowice[1]
- 1965 – Hutniczy Klub Sportowy Ruch Zdzieszowice (HKS Ruch Zdzieszowice)[1]
- 2012 – Miejski Klub Sportowy Ruch Zdzieszowice (MKS Ruch Zdzieszowice)[1]

## Sukcesy
- 1/4 finału Pucharu Polski 2011/2012: Ruch Zdzieszowice 1:4 i 1:2 Ruch Chorzów[2] (wyniki wcześniejszych rund: w rudzie przedwstępnej 3:2 przeciwko Chojniczance Chojnice, w rundzie wstępnej wolny los, w I rundzie 2:0 przeciwko Kolejarzowi Stróże, w 1/16 finału 3:1 przeciwko Jagielloni Białystok, w 1/8 finału 1:0 przeciwko MKS Kluczbork[3])
- 5. miejsce w II lidze – 2011/12 – grupa zachodnia
- 1/8 finału Pucharu Polski 2017/2018: Ruch Zdzieszowice 0:4 Legia Warszawa[4] (wyniki wcześniejszych rund: w rundzie wstępnej 3:3 (k. 3:1) przeciwko Olimpii Elbląg, w I rundzie 2:1 przeciwko Gryfowi Wejherowo, w 1/16 finału 2:1 przeciwko Górnikowi Łęczna[5])

## Piłkarze w 2017
Wprowadzono 20 września 2017
| Nr | Poz. | Piłkarz           |
| -- | ---- | ----------------- |
|    | BR   | Patryk Sochacki   |
|    | BR   | Filip Żurawski    |
|    | BR   | Arkadiusz Fesser  |
|    | OB   | Sebastian Polak   |
|    | OB   | Dawid Kubicz      |
|    | OB   | Michał Bachor     |
|    | OB   | Konrad Kostrzycki |
|    | OB   | Daniel Nowak      |
|    | OB   | Sebastian Weremko |
|    | PO   | Dawid Kiliński    |
|    | PO   | Mateusz Pałach    |

| Nr | Poz. | Piłkarz               |
| -- | ---- | --------------------- |
|    | PO   | Jarosław Wieczorek    |
|    | PO   | Łukasz Damrat         |
|    | PO   | Karol Wanat           |
|    | PO   | Denis Sotor           |
|    | PO   | Dariusz Zapotoczny    |
|    | PO   | Krzysztof Kwiatkowski |
|    | PO   | Jakub Czajkowski      |
|    | PO   | Bartosz Zychowicz     |
|    | NA   | Dawid Rudnik          |
|    | NA   | Krzysztof Werner      |
|    | NA   | Dawid Czapliński      |